# ソニックライブ
『ソニックライブ』は、2008年5月にロデオから発売されたパチスロ機（5号機）。保通協の型式名は「ソニックライブD」。
セガグループ（セガ、セガ・インタラクティブ）のキャラクターソニック及びゲーム作品ソニックシリーズを基にしたタイアップ機。

## 概要
BIG BONUS (BB) とMIDDLE BONUS (MB) とREGULAR BONUS (RB) の3種類のボーナスと、チャンスゾーン (CZ)「ソニックタイム」と3種類のリプレイタイム (RT)「チャオガーデン」が搭載されている。
有効ラインは、上段・下段・ナナメの3リール4ライン。3枚掛け専用機。

### BONUS
BIG BONUS
ビッグボーナスは青7揃い・赤7揃いの2種類で346枚以上の払出枚数で終了。獲得枚数は約230枚。
BB終了後はCZ「ソニックタイム」に突入する。RT「チャオガーデン」への突入期待度の高さが、3種類のボーナス中では2番目に高い緑背景。
BB中はベル当選時に押し順タイミングゲームが発生する。
MIDDLE BONUS
ミドルボーナスは青青チャオ・ベルリプリプの2種類で254枚以上の払出枚数で終了。獲得枚数は約170枚。
MB終了後はCZ「ソニックタイム」に突入する。RT「チャオガーデン」への突入期待度の高さが、3種類のボーナス中では最も低い青背景。
目押しをするボーナスと目押しをしないボーナスの2種類が存在する。消化中はキャラクター紹介映像が流れる。
REGULAR BONUS
レギュラーボーナスは青青BARの1種類で12ゲーム消化するか8回入賞で終了。獲得枚数は約48枚。
RB終了後はCZ「ソニックタイム」に突入する。RT「チャオガーデン」への突入期待度の高さが、3種類のボーナス中では最も高い赤背景。

### ソニックタイム
チャンスゾーン。全てのボーナス後に必ず突入。終了条件は、特殊リプレイ成立によるRT「チャオガーデン」突入、または規定G数30G消化後。
|          | 緑背景   | 青背景   | 赤背景   |
| -------- | -------- | -------- | -------- |
| 突入条件 | BB終了後 | MB終了後 | RB終了後 |
| RT突入率 | 約57%    | 約40%    | 約85%    |

### チャオガーデン
リプレイタイム。CZ中に特殊リプレイ成立で突入。終了条件は、規定G数消化後、またはボーナス成立。G数は50・100・150の3種類。純増枚数は約0.7枚/1枚。チャオが成長すればボーナスの期待度が上がる。
特殊リプレイは3種類。
- 50G役：SONIC・ベル・ベル
- 100G役：SONIC・ベル・SONIC
- 150G役：SONIC・SONIC・ベル

#### チャオガーデン演出
- チャオ餌与え演出
  - 色付きカオスドライブ：小役告知。チェリー・スイカ・ベル・リプレイをナビする。
  - 小動物：チャオが成長してボーナス期待度が上がる。小動物は7種類で、非常にボーナス期待度が高いのもいる。
- チャオの成長レベル
  - 小動物が与えられるたびに足や手が段階的に変化する。翼や角が生えたり、ソニックチャオになったりする。
- TV演出
  - TV画面のチャオの色で小役告知。パンダが出現するとアツい。
- チャオレース演出
  - 最大5Gまで継続する連続演出。1G目は障害物を突破しろ！、2G目はカニカニ池を渡り切れ！、3G目は同じアイテムを取れ！、4G目は木の実を落とせ！、5G目は1位でゴールしろ！。チャオが優勝すればボーナス確定。

### 通常演出
- ライブ開場演出
  - エメラルド演出：エメラルドの色が小役告知。
  - 照明演出：照明の色が小役告知。レインボーはアツい。
  - 歓声演出：観客の数が多いとアツい。エミーはチェリー対応、ソニックはスイカ対応、テイルスはベル対応、ナックルズはリプレイ対応。敵キャラクター出現で連続演出へ発展する。
  - ステージ花火演出：花火の色が小役告知。花火が大きいとアツい。
  - マルチ画面演出：花火の大きさ、敵キャラ出現、チャオガーデン出現などの演出がある。
  - ノイズ演出：ノイズの回数でボーナス期待度を告知。最後まで続くとアツい。
- チャオ系演出
  - 画面下チャオ演出
  - チャオ演出
  - オモチャオ演出
- その他の演出
  - コンテナ演出：ソニックがコンテナを破壊する演出。コンテナ内の果実の色で小役告知。コンテナの種類は木<鉄<金の順でアツい。攻撃方法は2種類で「スピンアタック」より「ジャンプアタック」の方がアツい。コンテナから出現する敵キャラクターで連続演出に発展し、エメラルドやパンダが登場するとアツい。
  - 釣り演出：ビッグが釣りをする演出。応援するキャラの数、釣竿の引きの強さ、魚の種類、敵キャラクター出現の演出がある。
  - UFOキャッチャー演出：掴んだキャラがそれぞれの小役対応。アームは3種類あり、「猫の手」<「通常」<「ソニック」の順でアツい。

### 連続演出
- シャドウレースバトル演出
- シャドウバトル演出
- エッグマンリング演出
- エッグマンバトル演出
- メタルソニックレースバトル演出

## 登場キャラクター
ソニック・ザ・ヘッジホッグ (SONIC)

マイルス“テイルス”パウアー (TAILS)

ナックルズ・ザ・エキドゥナ (KNUCKLES)

エミー・ローズ (AMY)

ビッグ・ザ・キャット (BIG)

シャドウ・ザ・ヘッジホッグ (SHADOW)

ドクター・エッグマン (DR.EGGMAN)

チャオ (CHAO)

## スペック
※解析値
| 設定 | ボーナス合算 | BB確率   | MB確率   | RB確率    |
| ---- | ------------ | -------- | -------- | --------- |
| 1    | 1/208.71     | 1/471.48 | 1/436.91 | 1/2621.44 |
| 2    | 1/198.59     | 1/451.97 | 1/409.60 | 1/2621.44 |
| 3    | 1/189.41     | 1/434.01 | 1/385.51 | 1/2621.44 |
| 4    | 1/179.55     | 1/417.43 | 1/358.12 | 1/2621.44 |
| 5    | 1/168.04     | 1/397.19 | 1/327.68 | 1/2621.44 |
| 6    | 1/161.02     | 1/383.25 | 1/310.60 | 1/2621.44 |